# 福島県道145号吉間田滝根線
福島県道145号吉間田滝根線（ふくしまけんどう145ごう よしまだたきねせん）は、福島県いわき市から田村市に至る一般県道である。

## 路線概要
- 起点：いわき市川前町下桶売字荻
- 終点：田村市滝根町広瀬町
- 総延長：11.386 km[1]
  - 実延長：5.932 km
- 路線認定年月日：1973年3月23日[2]

### 重用路線
- 福島県道36号小野富岡線（いわき市川前町下桶売字荻〈起点〉～同市川前町小白井字大小屋）
- 福島県道36号小野富岡線 広瀬工区（田村郡小野町大字小戸神字坪毛～田村市滝根町広瀬字貝谷）

### バイパス・道路施設
広瀬工区
- 起点 : いわき市川前町小白井
- 終点 : 田村郡小野町小戸神（磐越自動車道・あぶくま高原道路小野インターチェンジ）
  - 直轄権限代行区間終点 : 田村市滝根町広瀬
- 延長：9.2 km
  - 一般県道区間 : 6.6Km
  - 自動車専用道区間 : 2.6㎞
- 幅員
  - 一般県道部 : 6.5(9.0)m
  - 自動車専用道部 : 7.0(10.5)m

当路線のバイパス道路である。当県道はあぶくま高原道路と福島県道36号小野富岡線を介し、東北自動車道、磐越自動車道、常磐自動車道を連絡する最短ルートに位置しており、福島県中通り地方中部と東日本大震災および福島第一原子力発電所事故による被害が甚大だった浜通り中部を連絡することから、両地域の連携を強化し震災からの復興を担う「福島復興再生道路」の一つに位置付けられている。しかし、いわき市と田村市の市境である矢大臣山周辺では急カーブ、急勾配、幅員の狭隘な区間が続き、落石による特殊通行規制区間に4.4Kmに渡り指定され、法面崩落や積雪による通行止めが多発していた。また、当県道より磐越自動車道小野インターチェンジへ至る福島県道19号船引大越小野線も小野町市街地にて狭隘区間や丁字路や枡形による屈曲が続き、円滑な交通に支障をきたしていた。これらの解消のために、あぶくま高原道路と県道小野富岡線富岡方面を直結するバイパス道路が2012年度から福島県により事業化された。
現道の特殊通行規制区間に並行する区間ではトンネルや橋梁の整備に高度な技術力が必要となるため、福島県が福島復興再生特別措置法に基づき国土交通省の直轄権限代行工事を求め、2016年5月19日に引継ぎ式が行われた。県道船引大越小野線交点を境に起点側の6.6Kmが国による代行整備が行われる一般県道区間である広瀬改良、終点側2.6Kmが福島県により整備が行われる自動車専用道路である広瀬改良となっている。2021年度まで国による代行工事が行われ、その後福島県による工事が続けられた。
起点部は県道小野富岡線小白井工区整備と併せ線形が改良され、県道小野富岡線富岡方面と当路線が直線的に接続されている。終点部はあぶくま高原道路が従来回り込むように小野インターチェンジへ接続するカーブをインターチェンジからのオンランプ路とし、あぶくま高原道路矢吹方面と当路線が直線的に本線となるトランペット型インターチェンジとして建設されている。

#### 沿革
- 2012年度 - 事業着手
- 2016年度 - 一般県道区間6.6㎞の直轄権限代行事業着手
- 2018年1月15日 - 直轄権限代行区間起工式実施
- 2019年度 - 起点部（L=0.4km）の拡幅整備事業が完了
- 2021年度 - 一般県道区間の直轄権限代行事業終了
- 2024年4月13日 - 開通[5]

#### 道路施設
矢大臣山トンネル
- 全長 : 1403m
- 幅員 : 6.5（9.0）m
- 工法 : 新オーストリアトンネル工法
- 施工 : 前田建設工業

いわき市川前町小白井から田村市滝根町広瀬に跨るトンネルで、直轄権限代行区間の主構造物である。建設時の仮称は「広瀬1号トンネル」。掘削工事中である2019年5月に2日間にわたり、施工を担当する前田建設工業を舞台とする映画「前田建設ファンタジー営業部」のトンネル建設現場見学シーンが撮影され、当トンネルの貫通を記念し2020年1月23日に出演者らを招きトンネル内での試写会が行われた。
矢大臣橋
貝谷大橋
- 全長 : 69m
  - 主径間 : 66.8m
- 幅員 : 7.5(8.5)m
- 形式 : 単径間鋼単純非合成箱桁橋
- 施工 : 日本ファブテック[6]

事業当初の仮称は4-1号橋。その後に新貝谷橋の仮称に変更され現在の橋名となった。
中谷地橋
滝根インター橋
八反田トンネル
- 全長 : 218m
- 幅員 : 7.0（9.5）m

建設時の仮称は「広瀬2号トンネル」。
こまち大橋

## 通過する自治体
- 福島県
  - いわき市 - 田村市

## 接続・交差する道路
- いわき市
  - 福島県道36号小野富岡線 富岡町方面・福島県道287号上川内川前線（川前町下桶売字荻 起点）
  - 福島県道36号小野富岡線 小野町方面・福島県道359号神俣停車場川前線（川前町小白井字大小屋）
- 田村市
  - 福島県道19号船引大越小野線（滝根町広瀬町 終点）